# Palazzo Gaddi (Forlì)

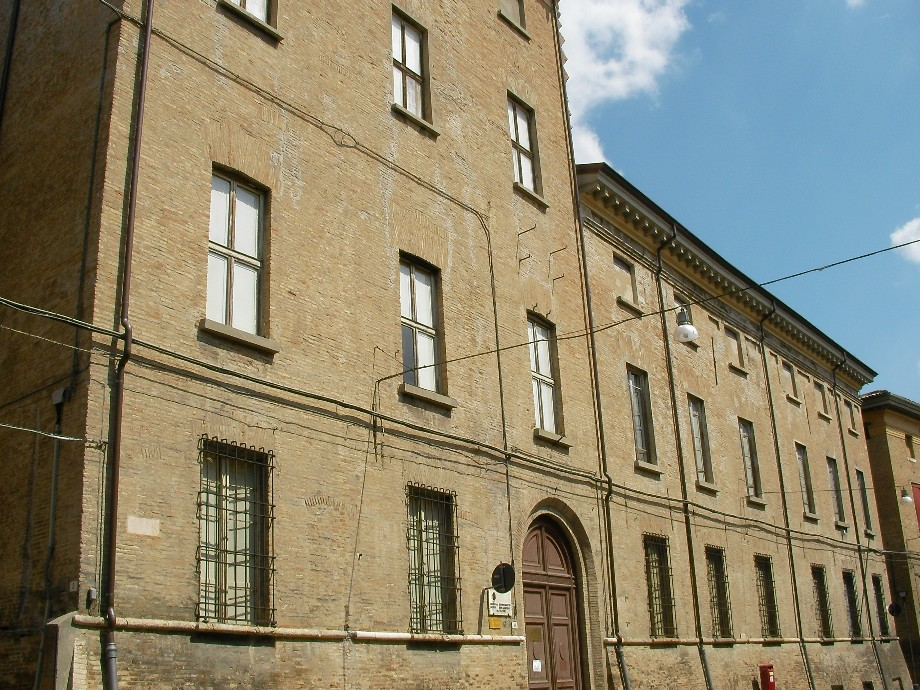
Palazzo Gaddi in Forlì

Der Palazzo Gaddi ist ein mittelalterlicher Palast im historischen Zentrum von Forlì in der italienischen Region Emilia-Romagna. Er liegt am Corso Giuseppe Garibaldi an der Ecke zur Via Gaddi. Heute sind dort das Museo del Risorgimento und das Museo Romagnolo del Teatro untergebracht.

## Geschichte
Der Palast gehörte der Familie Gaddi, die das mittelalterliche Gebäude im 18. Jahrhundert von den Architekten Antonio Torri und Francesco Maria Angelini restaurieren ließ.
Bis 1989 war in dem Palast die Musikschule „A. Masini“ untergebracht; dann wurde er Sitz des Museo del Risorgimento und des Museo Romagnolo del Teatro (dt.: Theatermuseum der Romagna).

## Beschreibung
Die Fassaden sind ziemlich einfach gehalten, wie es für die Paläste in Forlì typisch ist. (Die dortige Mentalität ist: „Nur das Innere ist für die Besitzer.“) Die Innenräume sind reich im Stile des Barock dekoriert und zeigen Gemälde von Felice Giani.
Wenn man durch die Eingangstür tritt, gelangt man in einen Gang, der zum Hof führt. Von diesem Korridor führt nach rechts eine Tür ins große Treppenhaus. An dessen Decke kann man eine ovale Kuppel sehen, die komplett mit Fresken bedeckt ist. Im oberen Stockwerk gibt es Repräsentationsräume, die reich an Verzierungen, Fresken und Gemälden sind.

### Galeriebilder

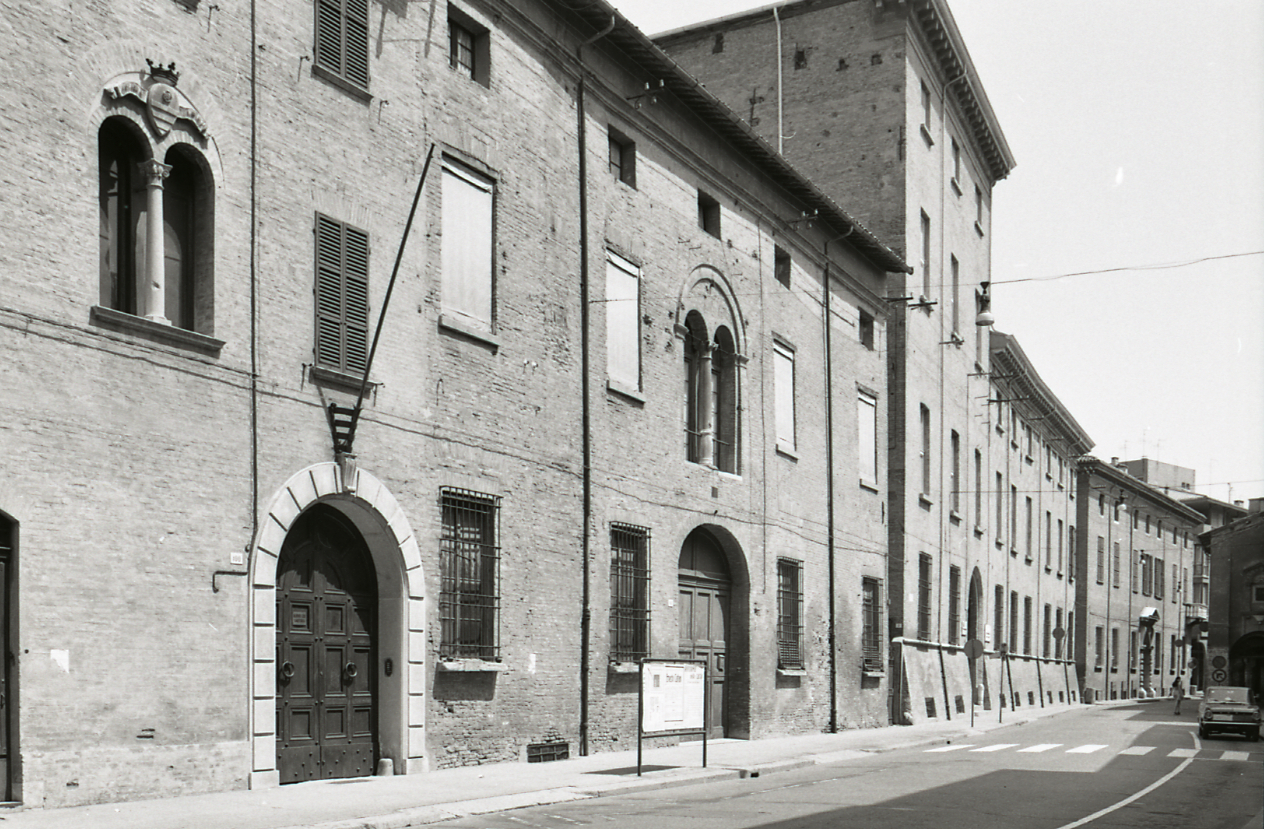
Ansicht am Corso Giuseppe Garibaldi auf einem Foto von Paolo Monti (1971)
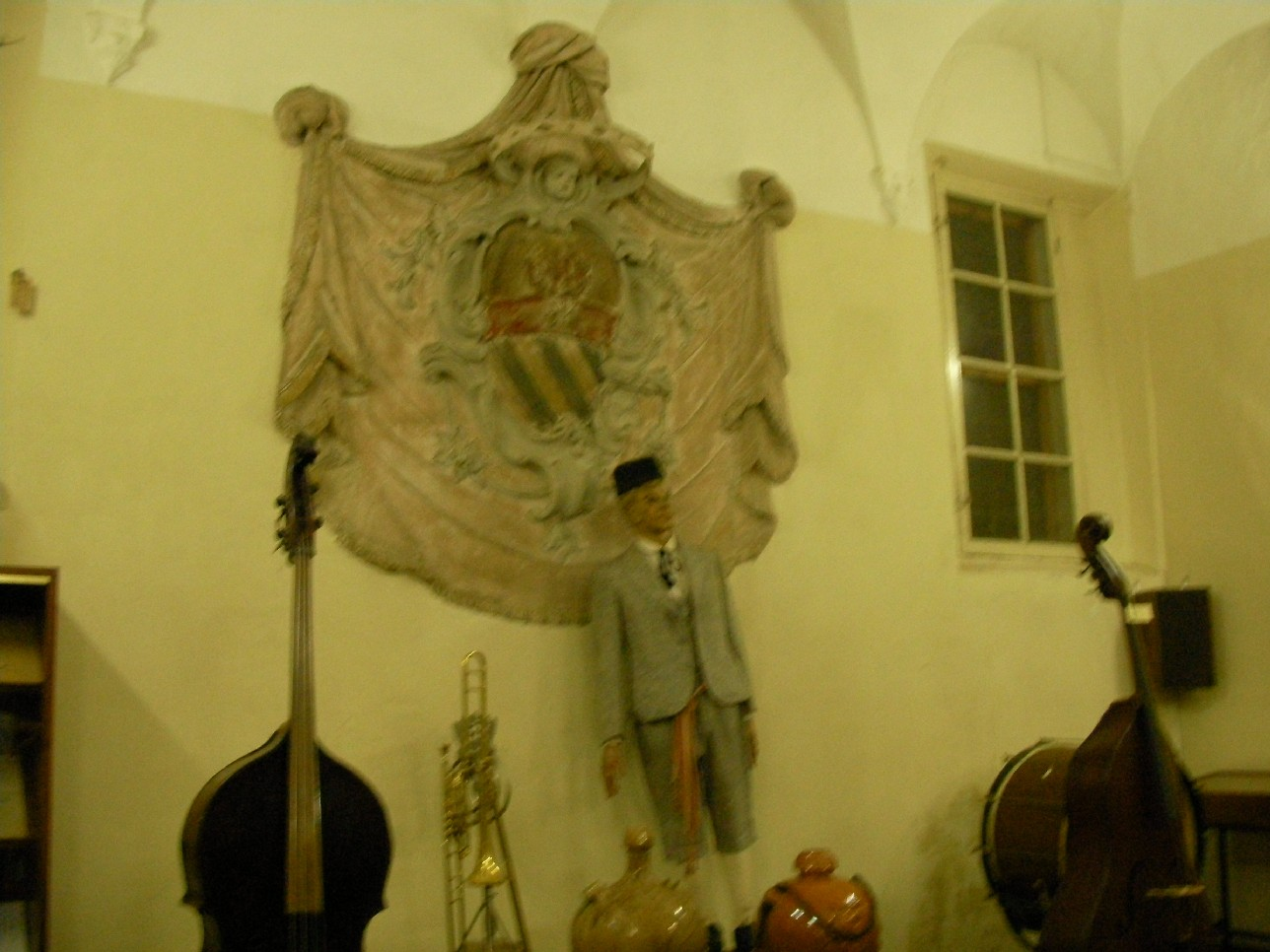
Ein Museumsraum im unteren Geschoss